# Prirodoslovno-matematično-filozofska fakulteta v Ljubljani
Prirodoslovno-matematično-filozofska fakulteta s sedežem v Ljubljani, je nekdanja fakulteta, ki je bila članica Univerze v Ljubljani.

## Zgodovina
Fakulteta je bila ustanovljena v študijskem letu 1954/55, ko sta se združili Filozofska in Prirodoslovno-matematična fakulteta. Prenehala je obstajati v študijskem letu 1957/58, ko je fakulteta razpadla na Filozofsko in Naravoslovno fakulteto.